# Olcenengo
Olcenengo (Osnengh in Piedmontese) là một đô thị ở tỉnh Vercelli trong vùng Piedmont thuộc Ý, có cự ly khoảng 60 km về phía đông bắc của Torino và khoảng 10 km về phía tây bắc của Vercelli. Tại thời điểm ngày 31 tháng 12 năm 2004, đô thị này có dân số 635 người và diện tích là 16,5 km².
Olcenengo giáp các đô thị: Caresanablot, Casanova Elvo, Collobiano, Quinto Vercellese, San Germano Vercellese, và Vercelli.